# Anno Lucis
Anno Lucis (Jaar van het ware Licht) is de jaartelling zoals die gebruikt wordt in de blauwe graden van de vrijmetselarij. Deze dateringsmethode wordt gebruikt op officiële documenten. De berekening is het gregoriaanse jaar + 4000.

## Omschrijving
Het is een vergelijkbare methode als Anno Mundi maar met een ander beginpunt. Deze jaartelling baseert zich op de Bijbelse tijdlijn die door bisschop James Ussher is opgesteld. Een belangrijk verschil is, dat in de Juliaanse kalender en de Gregoriaanse kalender het nieuwjaar op 1 januari vaststaat. Bij Anno Lucis start het nieuwe jaar op 1 maart, net zoals bij de Romeinse kalender.
Bijvoorbeeld 10 januari 2018 geeft de 10 dag van de 11de maand 6017 A.L.